# Pyro Studios
Pyro Studios était un studio de développement de jeux vidéo espagnol, fondé en 1996. 

## Jeux
Le premier jeu à sortir fut Commandos : Derrière les lignes ennemies, en 1998. Le succès de ce titre a mené à la création d'une extension comprenant de nouvelles missions, Commandos : le Sens du devoir. 
En octobre 2001, la version PC de Commandos 2: Men of Courage a été lancée, suivie de près par la sortie du titre sur Xbox et PlayStation 2, en septembre 2002. Au total, la série de "Commandos" a été vendue dans le monde entier à plus de 3 millions d'exemplaires.
Pyro Studio sortit ensuite sur PC, en février 2003, Praetorians, un jeu de stratégie 3D se déroulant au temps du règne de Jules César. 
En octobre de la même année sortie de Commandos 3 : Destination Berlin, un jeu tactique et stratégique mêlant un peu plus d'action que ses prédécesseurs. Le jeu se déroule encore pendant la Seconde Guerre mondiale.
En mai 2005 Imperial Glory sort, c'est un jeu de stratégie PC basé sur les conflits entre les plus grands empires au début du XIXe siècle. Le jeu se retrouve immédiatement en tête des ventes en Espagne et au Royaume-Uni.
Les Studios Pyro développent ensuite quatre jeux simultanément ; parmi eux, se trouve Commandos Strike Force qui est un jeu d'action se déroulant pendant la Seconde Guerre mondiale et est sorti sur PS2, Xbox et PC.
En plus de ce jeu, Pyro Studio continue de travailler sur d'autres titres qui, pour la première fois, incluent différents genres et différents formats : des jeux PC aux consoles de cette génération mais aussi sur consoles de septième génération : Xbox 360 et PS3.

## Pyro Mobile
En 2012, Pyro Studios fusionne avec Play Wireless et devient Pyro Mobile,. Son premier jeu mobile, The Moleys, est sorti en 2012.
La société ferme ses portes en 2017, peu après la sortie d'un jeu Gear VR, A Lunar Adventure.